# Wim Henderickx
Wim Henderickx (ur. 17 marca 1962 w Lier, zm. 18 grudnia 2022) – belgijski kompozytor współczesnej muzyki klasycznej mieszkającym w Antwerpii. Był kompozytorem w Muziektheater Transparant i Antwerpskiej Orkiestry Symfonocznej, pisząc opery i inne dzieła sceniczne. Jego muzyka była inspirowana muzyką orientalną i filozofią. Wykładał kompozycję w Królewskim Konserwatorium w Antwerpii i Conservatorium van Amsterdam.

## Biografia
Henderickx urodził się w Lier w 1962 roku. Zaczynał jako perkusista jazzowy i rockowy. Studiował perkusję i kompozycję w Królewskim Konserwatorium w Antwerpii, które ukończył w 1984 roku. Studiował sonologię w IRCAM i Królewskim Konserwatorium w Hadze. W latach 90. uczęszczał również do Darmstädter Ferienkurse.
Henderickx był profesorem analizy, harmonii i kontrapunktu w Królewskim Konserwatorium w Antwerpii w latach 1986–1995. W latach 1989–2002 wykładał kompozycję, harmonię i kontrapunkt w Lemmensinstituut w Leuven. Od 1995 był profesorem kompozycji i analizy w Antwerpii, a od 2002 także profesor kompozycji w Conservatorium van Amsterdam. Od 1996 roku był kompozytorem rezydentem Muziektheater Transparant. Od 2000 roku był głównym trenerem Letniego Kursu Kompozytorskiego SoundMine dla młodych kompozytorów w Provinciaal Domein Dommelhof w Neerpelt. W 2017 roku jego requiem wykonała Opera Ballet Flanders w choreografii Sidi Larbi Cherkaoui. Jego opera De Bekeerlinge (The Convert) miała swoją premierę w maju 2022 roku, stając się najbardziej udaną współczesną produkcją Opera Ballet Flanders od ponad 20 lat.
Henderickx zmarł w swoim domu 18 grudnia 2022 roku w wieku 60 lat.

## Nagrody
Henderickx otrzymał Jeugd-en Muziekprijs Vlaanderen, Międzynarodową Nagrodę Kompozytorską dla Muzyki Współczesnej w Quebecu w Kanadzie oraz nagrodę E. Baie dla utalentowanego artysty flamandzkiego w 1999 roku z prowincji Antwerpia. W 2002 roku został laureatem sztuki Królewskiej Akademii Flamandzkiej w Belgii. W 2006 roku minister kultury nominował go do Nagrody Kultury Flandrii. W 2011 roku otrzymał nagrodę za całokształt twórczości w dziedzinie kultury w Lier. Został mianowany członkiem Królewskiej Flamandzkiej Akademii Belgii (KVAB) ds. Nauki i Sztuki w 2015 roku.